# Sido Makmur (Kuala)
Sido Makmur is een bestuurslaag in het regentschap Langkat van de provincie Noord-Sumatra, Indonesië. Sido Makmur telt 1446 inwoners (volkstelling 2010).